# خدمات عمومی ارتباطات داده‌های رادیویی
خدمات عمومی ارتباطات داده‌های رادیویی (به انگلیسی: General Packet Radio Service) یا به‌اختصار جی‌پی‌آراس (به انگلیسی: GPRS)، یک سرویس اطلاعات موبایل بسته‌گرا است، که برای کاربران گوشی‌های تلفن همراه جی‌اس‌ام و آی‌اس-۱۳۶ موجود است. این یک سرویس ارزش افزوده جدید در نسل دوم تلفن همراه بوده، که امکان ارسال و دریافت اطلاعات یا داده را روی شبکه تلفن همراه فراهم می‌سازد.
GPRS مخفف General Packet Radio Service (سرویس عمومی بسته‌های رادیویی) است که در حقیقت تکمیل‌شده اطلاعات سوئیچینگ مداری می‌باشد. جی‌پی‌آراس در حقیقت یک لایه بستهٔ سوئیچ‌شده (Packet - Switched) به شبکه جی‌اس‌ام موجود در تلفن همراه شما اضافه می‌کند که خیلی بهتر از استاندارد ارتباطی سوئیچ‌شدهٔ مداری (Circuit Switched) شبکه GSM است.

## ویژگی‌ها
جی‌پی‌آراس دارای چند مشخصه یا قابلیت مهم است که از آن جمله می‌توان به موارد زیر اشاره کرد:

۱. سرعت :

از ویژگی‌های جی‌پی‌آراس می‌توان به سرعت بالای آن اشاره کرد که به‌طور نظری این سرعت متجاوز از ۱۷۱٫۲kb/s است که این سرعت در صورتی قابل دسترسی است که برای سامانه جی‌پی‌آراس از ۸ تایم اسلات به صورت هم‌زمان استفاده شود. خطوط معمولی موبایل حداکثر دارای سرعت ۹٫۶kb/s می‌باشند که در صورت استفاده از HSCSD حداکثر می‌توانند از سرعت ۱۴٫۴kb/s بهره ببرند در حالی که با جی‌پی‌آراس به صورت عملی به راحتی می‌توان با سرعت ۴۰kb/s به اینترنت متصل شد.

۲. طریقه اتصال :

جی‌پی‌آراس به ما این امکان را می‌دهد تا همواره ارتباط خودمان را با اینترنت حفظ کنیم و دیگر نیازی نیست برای برقراری ارتباط هر بار به شرکت ارائه دهنده سرویس اینترنت وصل شویم.

۳. هزینه :

هزینه استفاده از جی‌پی‌آراس معادل حجم اطلاعاتی می‌باشد که دریافت یا ارسال کرده‌ایم، یعنی شما مبلغ ارتباط خود را بر اساس مقدار اطلاعات ورودی و خروجی به شرکت ارائه دهنده سرویس می‌پردازید و نه براساس مدت زمانی که به اینترنت متصل هستید.

۴. فوریت :

یکی دیگر از مزایای جی‌پی‌آراس که در حقیقت پیامد سرعت بالا و اتصال دائم آن است خصوصیت فوریت است که برای کارهای بحرانی نظیر کنترل کارت‌های اعتباری خیلی مهم است.

## موارد لازم برای استفاده از جی‌پی‌آراس
۱- گوشی همراهی که توسط شبکه جی‌پی‌آراس حمایت شود.

۲- داشتن یک اشتراک به شبکه تلفن همراهی که جی‌پی‌آراس را حمایت می‌کند.

۳- استفاده از جی‌پی‌آراس باید برای کاربر فعال باشد.

4- داشتن دانش چگونگی ارسال و دریافت اطلاعات روی سرویس GPRS

5- مشخص بودن یک مقصد برای ارسال یا دریافت اطلاعات از طریق GPRS

## کاربردهای جی‌پی‌آراس
محدوده وسیعی از کاربردهای اینترنتی توسط سرویس‌های NonVoice شبکه موبایل مانند اس‌ام‌اس و جی‌پی‌آراس فعال هستند که به خصوص این کاربردها برای سرویس جی‌پی‌آراس بسیار مناسبند از جمله این کاربردها می‌توان به موارد زیر اشاره کرد:

گپ:

به‌طور خلاصه می‌توان گفت که با سرویس گپ می‌توان دسترسی به منابع مختلف اطلاعات پیدا کرد. به وسیله این سرویس هر فرد می‌تواند عضو گروه‌های مختلف محبوب خود شده و در این زمینه با دیگر افراد تبادل اطلاعات انجام دهد.

اطلاعات متنی و قابل مشاهده:

محدوده وسیعی از اطلاعات متنی می‌تواند به گوشی همراه کاربران توزیع شود که از آن جمله می‌توان به امتیاز بندی مسابقات ورزشی، وضعیت آب و هوا، اطلاعات پرواز، عنوان‌های مهم اخبار، اوقات شرعی، وضعیت ترافیک و... اشاره کرد. این اطلاعات لازم نیست که حتماً به صورت متن باشند بلکه می‌توانند به صورت تصویر یا گرافیک یا انواع اطلاعات قابل مشاهده نیز باشد.

رایانامه (پست الکترونیک):

با توجه به ارتباط دائمی با اینترنت و پرداخت هزینه به ازای اطلاعات ورودی-خروجی، شما می‌توانید به نامه‌های الکترونیکی دوستان یا همکاران خود در هر زمان با حداقل هزینه و حداکثر سرعت پاسخ دهید یا برای کارهای فوری به دیگران نامه بفرستید.

ام‌ام‌اس:

تنها بستری که می‌توان از امکانات صدا، تصویر و ویدئو در سیستم MMS که نسخه پیشرفته SMS می‌باشد، به‌طور کامل بهره مند شد، جی‌پی‌آراس می‌باشد.

## کارایی جی‌پی‌آراس
جی‌پی‌آراس در تئوری باید بتواند سرعت انتقال اطلاعات را به ۱۷۱kb/s برساند در حالی که در عمل این سرعت به ۴۰kb/s می‌رسد. حال آنکه سرعت ارتباط در دستگاه‌های متفاوت جی‌پی‌آراس به مراتب با یکدیگر فرق می‌کنند. برای محاسبهٔ سرعت ارتباطات در دستگاه‌های GPRS بهتر است طرح کدها و ساختمان کلاسهای مربوط به آن را متوجه شویم.

جی‌پی‌آراس در کل دارای چهار نوع کد CS1 ,CS2 ,CS3 ,CS4 می‌باشد. هر کدام از این کدها قابلیت انتقال اطلاعات، حداکثر با سرعت ۲۱٫۴ کیلوبیت در ثانیه را دارند و در هر یک از آن‌ها قسمتی برای تصحیح خطا، در انتقال اطلاعات در نظر است.

CS1 دارای بیشترین سهم برای تصحیح اطلاعات می‌باشد و فقط در حدود ۹ کیلوبیت در ثانیه از ۲۱٫۴ کیلوبیت در ثانیه جهت انتقال اطلاعات باقی می‌ماند.

CS2,CS3 دارای سرعت بیشتری می‌باشند و سرعت انتقال اطلاعات در آن‌ها به حدود ۱۳٫۴kb/s در CS2 و ۱۵٫۶kb/s در CS3 می‌رسد.

در CS4 سرعت انتقال به حداکثر خود می‌رسد و هیچ نوع تصحیح اطلاعاتی در این قسمت انجام نمی‌گیرد.

دستگاه‌های موجود جی‌پی‌آراس، تنها CS1,CS2 را با سرعتی پایین‌تر ارائه می‌دهند و در مواقع لازم این دو به جای یکدیگر مورد استفاده قرار می‌گیرند. شبکه‌های GSM و جی‌پی‌آراس هر دو امکان استفاده از ۸ تایم اسلات را در هر لحظه از زمان دارند. لذا سرعت انتقال اطلاعات را می‌توان با کنار هم قرار دادن تایم اسلات‌ها بیشتر و بیشتر کرد.

دستگاه‌های جی‌پی‌آراس قادر هستند تعداد محدودی تایم اسلات را با یکدیگر ادغام کنند و بر این اساس به کلاسهای مختلفی تقسیم می‌شوند، کلاس ۲ تنها یک اسلات برای ارسال اطلاعات و ۲ اسلات برای دریافت اطلاعات دارد.

در حالی که کلاس ۱۲ دارای ۵ اسلات برای هر تنظیمی می‌باشد.

کلاس ۶ معمول‌ترین کلاس به کار رفته در دستگاه‌های جی‌پی‌آراس می‌باشد که یک اسلات برای ارسال و سه اسلات برای دریافت داده‌ها دارا می‌باشد.